# ウォーレン郡 (テネシー州)

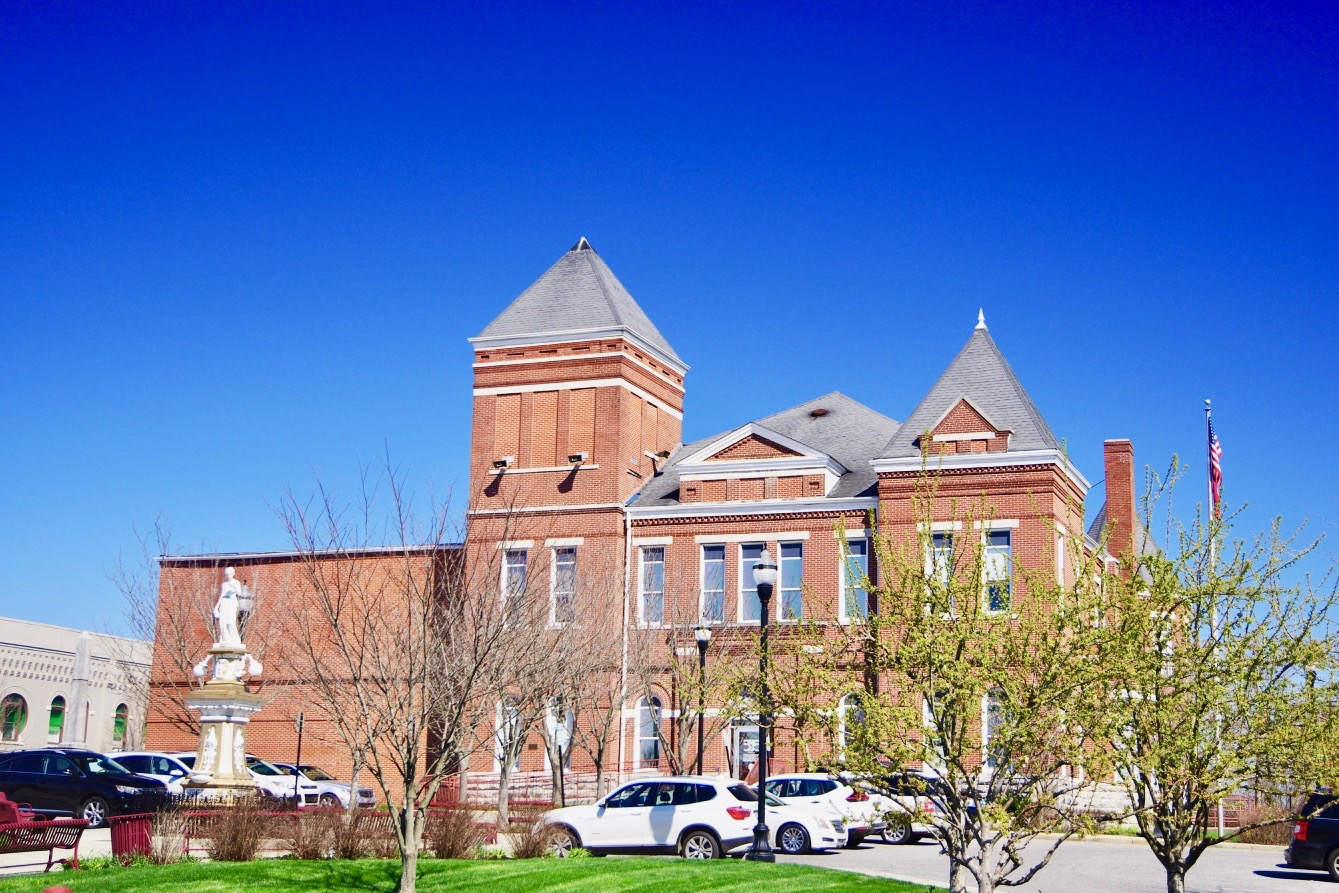
郡裁判所

ウォーレン郡（Warren County）は、アメリカ合衆国テネシー州に位置する郡である。人口は38,276人（2000年）。郡庁所在地はMcMinnvilleである。

## 地理

テネシー州内の位置

アメリカ合衆国統計局によると、この郡は総面積1,124 km2 (434 mi2) である。このうち1,121 km2 (433 mi2) が陸地で4 km2 (1 mi2) が水地域である。総面積の0.32%が水地域となっている。

## 人口動勢
2000年国勢調査で、この郡は人口38,276人、15,181世帯、及び10,824家族が暮らしている。人口密度は34/km2 (88/mi2) である。15/km2 (39/mi2) の平均的な密度に16,689軒の住宅が建っている。この郡の人種的な構成は白人91.66%、アフリカン・アメリカン3.16%、先住民0.21%、アジア0.42%、太平洋諸島系0.05%、その他の人種3.56%、及び混血0.94%である。ここの人口の4.92%はヒスパニックまたはラテン系である。
この郡内の住民は24.20%が18歳未満の未成年、18歳以上24歳以下が9.10%、25歳以上44歳以下が29.40%、45歳以上64歳以下が23.40%、及び65歳以上が13.90%にわたっている。中央値年齢は37歳である。女性100人ごとに対して男性は96.50人である。18歳以上の女性100人ごとに対して男性は94.70人である。
この郡内の世帯ごとの平均的な収入は30,920米ドルであり、家族ごとの平均的な収入は37,835米ドルである。男性は28,409米ドルに対して女性は20,863米ドルの平均的な収入がある。この郡の一人当たりの収入 (per capita income) は15,759米ドルである。人口の16.60%及び家族の13.00%は貧困線以下である。全人口のうち18歳未満の20.40%及び65歳以上の17.20%は貧困線以下の生活を送っている。

## 都市及び町
- センタータウン (Centertown)
- McMinnville
- モリソン (Morrison)
- Viola
- Dibrell